# Waterleliegracht
De Waterleliegracht is een gracht met bijbehorende kades in Amsterdam-West.

## Algemeen
In 1989 besloot de gemeente Amsterdam de terreinen van de Gemeentewaterleidingen aan de Haarlemmerweg te saneren en in te richten als woonwijk. Volgens een stedenbouwkundig plan van Kees Christiaanse werd de wijk ingericht met oog voor groen en autoluwte. Zo kwamen er relatief veel tuinen en werden auto’s aan de buitenkant van de wijk gehouden.  De gracht kreeg via een raadsbesluit van Stadsdeel Westerpark op 6 juli 1995 haar naam. In de omliggende buurt Waterwijk (officieel Ecowijk) kregen alle open ruimten namen beginnend met “water”.  

## Waterleliegracht
De Waterleliegracht is een 115 meter lange, bijna twaalf meter brede en op zijn hoogst een meter diepe gracht. Deze gracht, die haar naam kreeg in 1995, is in wezen een vijver en opvangbassin. Er is ruimte van 1074 m³ water; deze opvang was noodzakelijk omdat de rioolcapaciteit in de omgeving onvoldoende was om extreme regenval te verwerken. De gracht zelf geeft haar overtollige water af aan de Haarlemmertrekvaart via een overstort. De gracht groeit regelmatig dicht, zo was ze aan de randen ontworpen voor het planten van Nederlandse oeverflora. Het riet groeide echter sneller aan dan dat het geruimd kon worden. De gracht geeft ook een doorkijk door de wijk richting de Van Hallstraat. Om voldoende zuurstof in het water te houden is aan het oosteind van de gracht een fontein geplaatste.
De gebouwen met even huisnummers tussen 108 en 172 ( de straat kent geen oneven huisnummers) dateren alle uit de periode 1995-1998 toen de wijk volgebouwd werd. Aan de noordzijde staan echter nog wel de voormalige pompgebouwen uit 1897, met de ingangen aan het Watertorenplein 4-8 en sinds 2003 een gemeentelijk monument.

## Bruggen
Om de infrastructuur door de wijk de voltooien waren twee bruggen nodig over de Waterleliegracht: bruggen 2241 en 2242. Beide bruggen zijn voetbruggen. Beide bruggen maken deel uit van voetpaden die de wijk diagonaal doorsnijden. 

### Brug 2241
Brug 2241 is een zogenaamde vlonderbrug. Ze overspant deels de overstort aan het westeind van de gracht. Om een doorgaande route te creëren was die breedte onvoldoende, vandaar dat ze aangevuld moest worden met een bruggedeelte over de gracht. Voor het oog lijkt er dus een halve brug te liggen.    

### Brug 2242
Ongeveer in het midden van de gracht ligt de overspanning met aanduiding Brug 2242. Het is een voetbrug die op een beton/stalen paalfundering rust. De overspanning bestaat uit stalen balken en houten planken met antisliplaag. De leuningen zijn van metaal; om doorvallen te voorkomen zijn de open ruimten tussen balusters en leuningen opgevuld met staalkabels. 

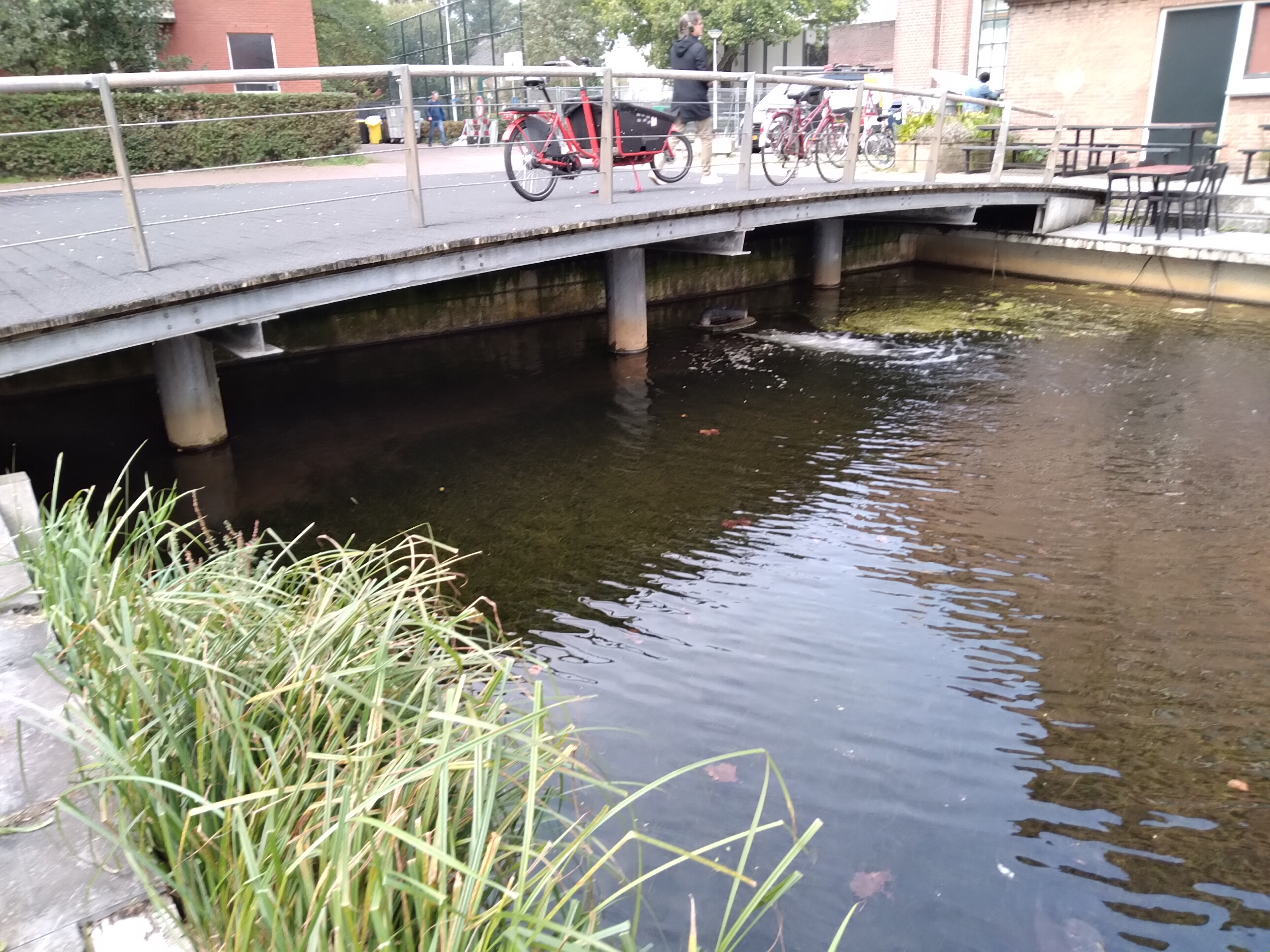
Brug 2241 (oktober 2020)

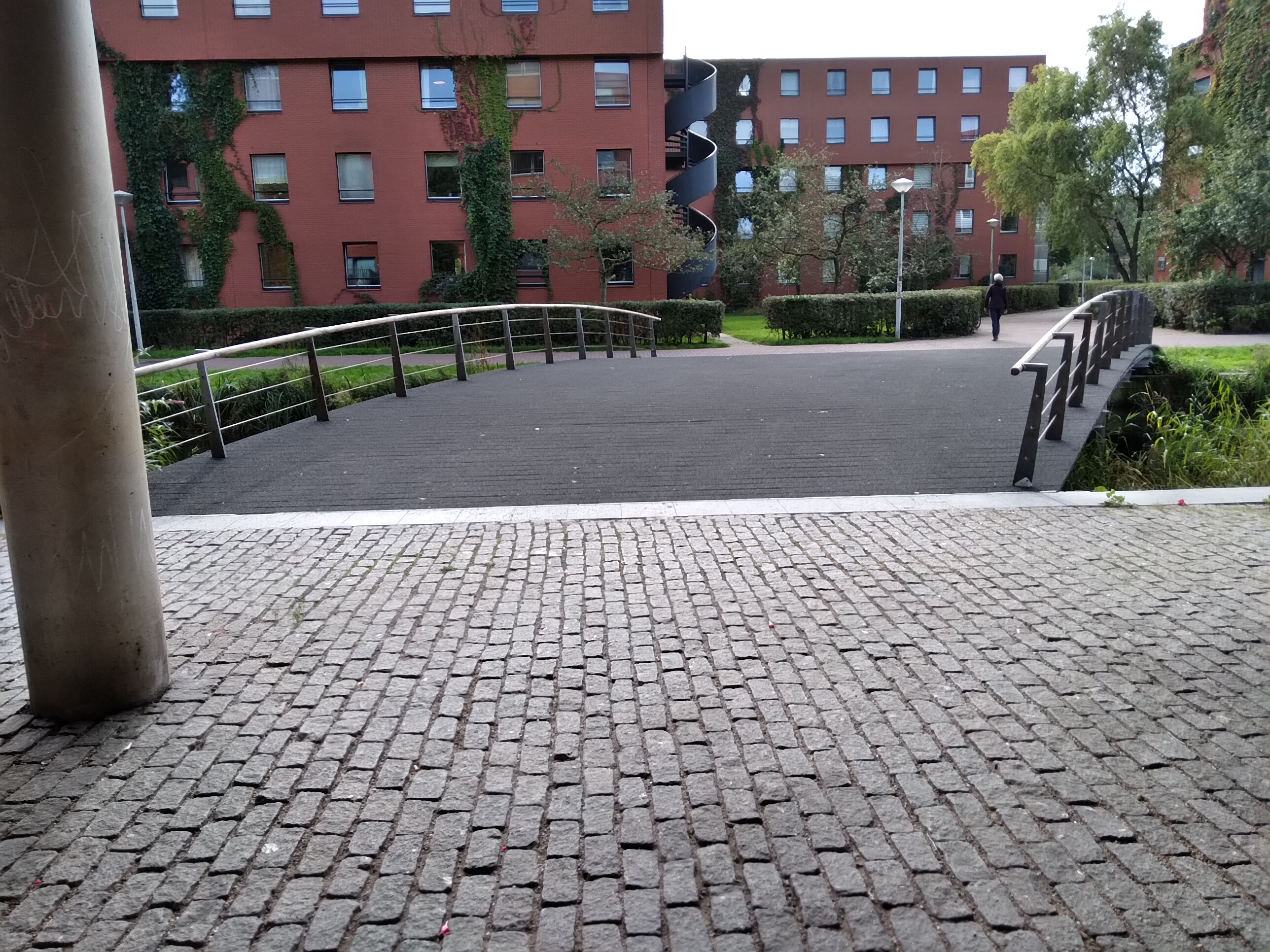
Brug 2242 (oktober 2020)